# Jaroslav Holík
Jaroslav Holík (* 3. August 1942 in Německý Brod; † 17. April 2015 in Jihlava) war ein tschechoslowakischer Eishockeynationalspieler, der für Dukla Jihlava über 600 Spiele in der 1. Liga der Tschechoslowakei und über 140 Spiele im Trikot der tschechoslowakischen Nationalmannschaft absolvierte.

## Karriere
Jaroslav Holík begann seine Karriere 1956 in seiner Heimatstadt bei Jiskra Havlíčkův Brod. 1961 wechselte er für seinen Militärdienst zum Armeeklub ASD Dukla Jihlava, dem er bis 1979 treu blieb und bei dem er seine Karriere beendete. Mit Jihlava gewann er insgesamt sieben Meistertitel (1967–72 und 1974) und schoss 267 Tore in 602 Ligaspielen. Außerdem nahm er mit Jihlava mehrfach am Spengler Cup teil und gewann diesen 1966, 1967, 1969, 1979 und 1983.
Von 1964 an nahm er mit der Eishockeynationalmannschaft der Tschechoslowakei an internationalen Titelkämpfen teil und schoss bei der Eishockey-Weltmeisterschaft 1972 eines der legendären Tore der Eishockeygeschichte: Sein Tor zum 3:2 gegen die zuvor neun Jahre unbesiegte Sowjetunion, die diesen Sport lange Zeit dominierte, bescherte seinem Team die Goldmedaille. Zudem gewann er zwei Silber- und drei Bronzemedaillen bei weiteren Weltmeisterschaftsteilnahmen. Ein weiterer Höhepunkt seiner Karriere war die Teilnahme an den Olympischen Winterspielen 1972, wo die tschechoslowakische Eishockeynationalmannschaft die Bronzemedaille gewann. In 142 Länderspielen erzielte Holík 75 Tore für die Tschechoslowakei. 
Nach seinem Rücktritt als Spieler arbeitete Holík als Trainer und führte die tschechische U20-Nationalmannschaft zu zwei Weltmeistertiteln (2000 und 2001).
Jaroslav Holík stammt aus einer Eishockey-Familie. Neben ihm spielten sein Sohn Bobby Holík und sein Bruder Jiří Holík erfolgreich Eishockey. Seine Tochter Andrea Holíková spielte Tennis.

## Erfolge und Auszeichnungen
- Gewinn der Weltmeisterschaft 1972
- Gewinn der WM-Silbermedaille 1965 und 1966
- Gewinn der WM-Bronzemedaille 1969, 1970 und 1973
- Gewinn der olympischen Bronzemedaille 1972
- Siebenfacher Tschechoslowakischer Meister
- Fünffacher Gewinner des Spengler Cups
- Topscorer der Extraliga 1965/66 mit 69 Scorerpunkten